# Kieramikos (stacja metra)
Kieramikos (gr: Κεραμεικός) – stacja metra ateńskiego na linii 3 (niebieskiej). Została otwarta 26 maja 2007. Znajduje się na terenie historycznej dzielnicy Keramejkos.